# Алгабаський сільський округ (Коксуський район)
Алгаба́ський сільський округ (каз. Алғабас ауылдық округі, рос. Алгабасский сельский округ) — адміністративна одиниця у складі Коксуського району Жетисуської області Казахстану. Адміністративний центр — село Алгабас.
Населення — 1915 осіб (2021; 2071 у 2009, 2157 у 1999, 2133 у 1989).
Станом на 1989 рік існувала Алгабаська сільська рада (села Алгабас, Кизилтоган, Макпал).

## Склад
До складу округу входять такі населені пункти:
| Населений пункт  | Населення, осіб (1989) | Населення, осіб (1999) | Населення, осіб (2009) | Населення, осіб (2021) |
| ---------------- | ---------------------- | ---------------------- | ---------------------- | ---------------------- |
| Алгабас, село    | 1291                   | 1489                   | 1380                   | 1395                   |
| --Байбарак       | -                      | -                      | -                      | 7                      |
| Кизилтоган, село | 589                    | 668                    | 691                    | 513                    |
| Макпал, село     | 253                    | -                      | -                      | -                      |